# Jan Videnov
Jan Vassilev Videnov (Жан Василев Виденов, en bulgare), né le 22 mars 1959 à Plovdiv, est un universitaire et homme politique bulgare.
Il est membre du Parti communiste bulgare (BKP), puis du Parti socialiste bulgare (BSP), dont il a occupé la présidence entre 1991 et 1996. De 1995 à 1997, il a également exercé les fonctions de Premier ministre de la Bulgarie.

## Biographie

### Formation
Après avoir obtenu un diplôme à l'école de langue anglaise de Plovdiv, il entre à l'Institut d'État des relations internationales de Moscou. Il y étudie les relations économiques internationales, ainsi que l'arabe, et en ressort en 1985.

### Vie professionnelle
Membre du BKP depuis 1983, il travaille d'abord dans le domaine de la biotechnologie à Plovdiv, en 1985. L'année suivante, il est recruté par l'appareil de l'Union des jeunes communistes « Dimitrov » (DKMS), avant de rejoindre, en 1989, une entreprise d'informatique.
En outre, il a été un collaborateur secret du Comité pour la Sécurité de l'État (KDS) entre 1988 et 1990.

### À la tête du Parti socialiste
Avec la chute du communisme, le BKP se transforme en Parti socialiste bulgare le 3 avril 1990, dont il devient aussitôt un adhérent. Élu au conseil suprême du parti, il est choisi pour siéger, en mois de novembre, au sein de la présidence. En décembre 1991, soutenu par Aleksandar Lilov, il devient président du Parti socialiste.

### Premier ministre
Avec la chute du gouvernement de Liouben Berov, en octobre 1994, des élections législatives anticipées sont convoquées pour le 18 décembre.
À la tête de la Coalition pour la Bulgarie, qui réunit le BSP, l'Union agraire Alexandre Stamboliyski (ZSAS) et le Club politique Ekoglasnost (KPE), Videnov remporte 43,5 % des suffrages et 125 députés sur 240 à l'Assemblée nationale. Le 25 janvier, après un discours proeuropéen où il promet de lutter contre la pauvreté et la criminalité, il est investi Premier ministre par 138 voix contre 91.
Il annonce sa démission le 22 décembre 1996, après une année noire pour l'économie, au cours de laquelle la Bulgarie a été placée sous surveillance du Fonds monétaire international (FMI), du fait d'une quasi-faillite de l'État, d'un effondrement de la monnaie nationale et d'une explosion de l'inflation. Il est finalement remplacé, le 13 février 1997, par le maire de Sofia, Stefan Sofiyanski, qui a pour tâche de conduire le pays aux élections législatives anticipées du 19 avril.

### Retrait de la vie politique
Ne s'étant pas représenté aux législatives, il quitte toutes ses fonctions au sein de la direction du BSP en 2000 et enseigne depuis dans une université privée, à Plovdiv. En 2009, il quitte le Parti socialiste, pour marquer son désaccord avec le président du parti, Sergueï Stanichev.